# Skaldowie

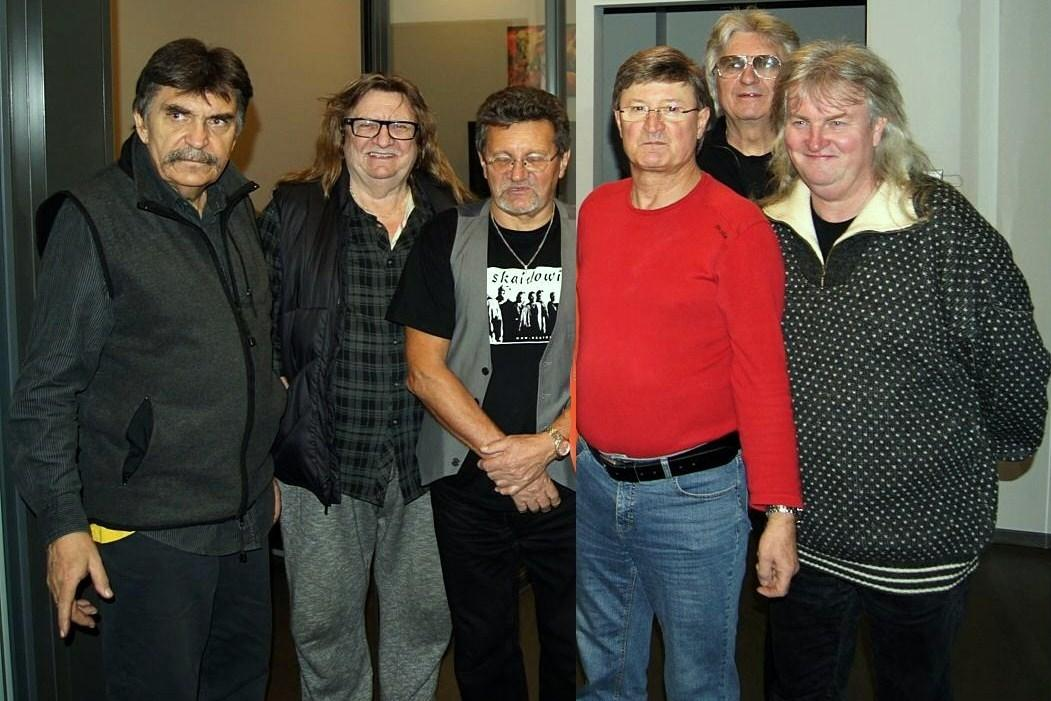
Skaldowie en 2012.

Skaldowie est un groupe de rock polonais originaire de Cracovie. Il fut formé en 1965 et fut particulièrement populaire des années 1960 à 1980. Leur répertoire est fort influencé par la musique du folklore goral de la région de Podhale. Ses membres fondateurs étaient Andrzej et Jacek Zielińskis dont les grands-parents maternel venaient de Zakopane dans les Tatras. Skaldowie a fait un tabac en 1972 avec l'album Krywań, Krywań (Kriváň est une montagne de la partie slovaque des Hautes Tatras). Dont les textes sont du poème polonais Kriváň, Haut Kriváň! (Krywaniu, Krywaniu wysoki!) de Kazimierz Przerwa-Tetmajer.

## Discographie

### 1972 LPKrywań, Krywań
- Face un

1. "Krywaniu, Krywaniu" − 17:45 ("Oh, Kriváň, Kriváň")

- Face deux

1. "Juhas zmarł" − 4:35
2. "Jeszcze kocham" − 2:34
3. "Gdzie mam ciebie szukać" − 5:16
4. "Fioletowa dama" − 5:14

- "Wszystko mi mówi, że mnie ktoś pokochał"
- "Króliczek"
- "Prześliczna wiolonczelistka"
- "Z kopyta kulig rwie"
- "Medytacje wiejskiego listonosza"